# Concha Boracino
Concepción Boracino Calderón (2 de diciembre de 1829-?) fue la líder de la Revolución Cantonal en Torrevieja (Alicante).

## Biografía
Concha Boracino nació en Torrevieja en 1829. Su padre, Giuseppe Boracino era natural de Génova. Se cree que llegó a Torrevieja, pasando por Gibraltar, entre los años 1800 y 1810. Alrededor de este último año se casó con Josefa Calderón, perteneciente a una familia de comerciantes gracias a la cual entraron a formar parte, en unos años, del círculo mercantil de Torrevieja.
Apenas se sabe nada de su infancia y juventud. Se cree que recibió la educación típica de las mujeres de clase media de la época: primeras letras, nociones de aritmética, doctrina cristiana y labores de aguja, todo en la propia localidad. Sus actividades posteriores sugieren lecturas e interés por las tesis republicanas, quizás influenciadas por su padre y su marido.
En 1849 contrajo matrimonio con Tomás Parodi Pérez, también de origen genovés y de implantación torrevejense anterior. El matrimonio coincidió plenamente en su ideal republicano federalista. Tomás Parodi era patrón y armador de buques y poseía una pequeña fortuna. Con ocasión de La Gloriosa fue elegido, en 1868, vicepresidente de la Junta Revolucionaria encabezada por Vicente Castell Satorre y, en 1872, era su hijo Tomás, de 17 años y ya fallecido su padre, quien encabezaba el Comité Republicano Federal de Torrevieja. Era, pues, una notoria familia militante republicana, donde por los condicionamientos sociales de la época, Concha permaneció en la sombra hasta 1873.
El 12 de febrero de 1873, tras la abdicación de Amadeo I de Saboya y la proclamación de la Primera República, Concha Boracino, viuda desde hacía unos tres años y madre de siete hijos entre los cinco y los diecinueve años, adquiere una relevancia en la vida política municipal inédita hasta entonces para una mujer: a la cabeza de un grupo de federales proclama la república en Torrevieja y, meses más tarde, el 19 de julio, se apoderan los federales intransigentes del Ayuntamiento y proclama al Cantón de Torrevieja, independiente del gobierno de Madrid, pero dentro de la Federación Española. Tras una consulta popular, envía una delegación a Cartagena, comandada por el marino mercante José Solano Huertas, para solicitar la adhesión de Torrevieja al Cantón Murciano.
Poco más se sabe de Concha Boracino. Una vez acabado el episodio cantonalista, no se menciona ya en prensa ni en ningún documento, excepto en el registro de la boda de su hija María de la Soledad en Cartagena, el día 19 de marzo de 1887.

## Logros
Podemos encuadrar a Concha Boracino dentro del naciente movimiento feminista surgido por la propagación del ideario republicano-federal al calor del Sexenio Liberal en localidades mercantiles del litoral mediterráneo español, por lo que es una figura representativa de una temprana manifestación del feminismo.

## Reconocimientos
El 26 de octubre de 2019 se estrenó en Torrevieja la obra Concha Boracino, escrita y dirigida por el dramaturgo Eliseo Pérez Gracia.